# Debbi Peterson
Deborah Mary Peterson (ur. 22 sierpnia 1961 w Los Angeles) – amerykańska piosenkarka, perkusistka żeńskiej grupy pop-rockowej The Bangles. Śpiewała jako główna wokalistka w dwóch singlach, „Going Down to Liverpool” (1984 r.) i „Be with You” (1989 r.). Jest młodszą siostrą innej członkini zespołu, Vicki Peterson.

## Kariera
Swój pierwszy zespół założyła jeszcze w szkole średniej. Po rozpadzie zespołu The Bangles w 1990 r. rozpoczęła karierę solową. W 1992 r. na krótko stworzyła duet Kindred Spirit z Siobhan Maher z zespołu River City People.

## Życie prywatne
Od 1989 r. Peterson jest żoną angielskiego inżyniera dźwięku Stevena Bottinga. Mają dwoje dzieci.